# Alfonso Cuevas Calvillo
Alfonso Cuevas Calvillo (* 1928; † 20. Mai 2012 in Guadalajara, Jalisco) war ein mexikanischer Unternehmer und Fußballfunktionär.

## Leben
Cuevas war von 1977 bis 1983 Präsident des Club Deportivo Guadalajara, als die Fußballmannschaft des Vereins eine ihrer schlechtesten Phasen durchlief, die unter der Bezeichnung „Chivas Flacas“ eine negative Bekanntheit erhielt. 
Doch Cuevas legte durch einige wegweisende Entscheidungen den Grundstein für eine bessere Zukunft. So erwarb der Verein unter seiner Leitung 1979 ein 5 Hektar großes Grundstück in Guadalajaras „Schwesterstadt“ Zapopan, das allgemein unter der Bezeichnung „Verde Valle“ bekannt ist und über ausgezeichnete Trainingsmöglichkeiten verfügt. Seit Anfang 2007 ist es zudem der offizielle Vereinssitz des Club Deportivo Guadalajara, nachdem der Verein Ende 2006 seinen vorherigen Standort in La Providencia verlassen hatte. Außerdem wurde 1982 der aus dem Nachwuchsbereich des Vereins stammende Alberto Guerra als Trainer verpflichtet, der die Mannschaft zurück auf die Erfolgsspur brachte. Unter seiner Regie wurden die Fußballer in den Spielzeiten 1982/83 und 1983/84 zweimal in Folge Vizemeister der mexikanischen Liga. Seine insgesamt siebenjährige Amtszeit krönte Guerra mit dem Meistertitel der Saison 1986/87.
Alfonso Cuevas starb im Alter von 84 Jahren an der tragischen Kombination einer schweren Lungenentzündung mit einer Diabetes-Erkrankung, an der er in den letzten Jahren seines Lebens litt. Seine sterblichen Überreste wurden auf dem Friedhof „Parque Funeral Colonias“ beigesetzt, der sich nur gut einen Kilometer westlich von „Verde Valle“ befindet und in etwa der gleichen Entfernung nordöstlich des 2010 eröffneten Estadio Akron liegt, in dem der Club Deportivo Guadalajara seither seine Heimspiele austrägt.